# Stansbury Park
Stansbury Park es el nombre de un lugar designado por el censo ubicado en el Condado de Tooele en el estado estadounidense de Utah. En el año 2000 tenía una población de 2.385 habitantes y una densidad poblacional de 711,5 personas por km². 

## Historia
El diseño original para el desarrollo de Stansbury Park fue la de una comunidad con un lago para practicar vela y piragüismo, un campo de golf de dieciocho hoyos, casa club, piscina y parques. Aunque el contratista original se retiró de la comunidad en los años 1980 debido a quiebra financiera, el plan general se ha mantenido. Los parques a lo largo de Stansbury Park incluyen campos de béisbol, canchas de fútbol americano, canchas de baloncesto y de tenis, áreas de juego para niños, parque de skate, y un observatorio astronómico. Actualmente se está desarrollando un nuevo parque al noroeste de la Ruta estatal 138 y se abrirá a finales de 2011. Además, un lago natural («Mill Pond») existe en el extremo norte de la región, alimentado por una quebrada en su extremo sureste. Parte del agua de este lago se canaliza a todo lo largo de una de las faldas del monte Oquirrh (al este de Stansbury Park) hasta la compañía Kennecott, una refinería de la mina de cobre local.

## Geografía
Stansbury Park se encuentra ubicado en las coordenadas 40°38′15″N 112°18′3″O / 40.63750, -112.30083. Según la Oficina del Censo, la localidad tiene un área total de 3,9 km² (1,5 mi²), de la cual 12.84% es agua.

## Demografía
Según la Oficina del Censo en 2000, había 2.385 personas y 625 familias residentes en el lugar, 95,6% de los cuales eran personas de raza blanca y 4,53% de raza hispana. 
Según la Oficina del Censo en 2000 los ingresos medios por hogar en la localidad eran de $66.295, y los ingresos medios por familia eran $67,930. Los hombres tenían unos ingresos medios de $47.008 frente a los $31.477 para las mujeres. La renta per cápita para la localidad era de $20,347. No había familias entre la población de Stansbury Park que estaban por debajo del umbral de pobreza.